# Chakra'ca
Chakra'ca es el segundo álbum de estudio del grupo femenino surcoreano Chakra. Fue lanzado el 7 de marzo de 2001.

## Composición
«End» es una canción de dance dinámica que posee el sonido de una flauta india y ritmos africanos. «Oh! My Boy» es una canción dance latina. «No» es una canción de eurodance con instrumentos tradicionales de la India. «My Love» es un cover de la canción «Bésame mucho» del trío mexicano Los Panchos. «Dance Queen» es un tema con una melodía disco. «내 느낌!» es una combinación de samba y jazz. «한 번만 더» es una combinación de la rumba con la guitarra latina. «그대라면... (빌어요)» es una canción con estilo de reggae y hip hop.

## Recepción crítica
Lee Ji-woon de la revista IZM, comentó que la capacidad de producción de Lee Sang-min era más avanzada que en los anteriores lanzamientos de Chakra, ya que en este álbum se usan ritmos de percusión africanos y melodías exóticas en varias canciones. Sin embargo, al mostrar las habilidades en vivo del grupo en el escenario, expresó la opinión de que se debería romper los límites esenciales de un cantante de música dance que generalmente lanza tres o cuatro álbumes.
El crítico Seo Young-hwan hizo hincapié en la frase «end end, over over» del sencillo «End», y argumentó que se debe evitar el abuso indiscriminado del inglés dirigido a los oyentes adolescentes y veinteañeros.

## Lista de canciones
- Créditos adaptados de Melon.[7]

| Chakra'ca |                         |                              |                |          |  |
| N.º       | Título                  | Letras                       | Música         | Duración |  |
| 1.        | «Chakra'ca (Intro)»     |                              | Kim Seong-tae  | 1:50     |  |
| 2.        | «끝 (End)»              | Lee Sang-min                 | Justin         | 3:42     |  |
| 3.        | «아니야 (No)»           | Lee Sang-min, Kim Seong-il   | Shin Sang-geun | 3:54     |  |
| 4.        | «사랑이여 (베사메무초)» | Lee Sang-min, Jeong Ryeo-won | Kim Joon-hwan  | 3:45     |  |
| 5.        | «용 기»                 | Lee Sang-min                 | Kim Seong-tae  | 3:40     |  |
| 6.        | «Dance Queen»           | Lee Sang-min                 | Kim Joon-hwan  | 3:35     |  |
| 7.        | «내 느낌!»              | Lee Sang-min                 | Justin         | 3:42     |  |
| 8.        | «한 번만 더»            | Lee Sang-min                 | Uru            | 4:36     |  |
| 9.        | «Oh! My Boy»            | Lee Sang-min                 | Shin Sang-geun | 3:26     |  |
| 10.       | «그대라면... (빌어요)»  | Lee Sang-min                 | Kim Seong-tae  | 3:28     |  |
| 11.       | «주연은 너와 나»        | Lee Sang-min                 | Shin Sang-geun | 3:43     |  |
| 12.       | «우리들의 이야기»       | Lee Sang-min                 | Shin Sang-geun | 4:12     |  |
| 43:33     |                         |                              |                |          |  |

## Posicionamiento en listas
| Lista (2001)         | Mejor posición |
| -------------------- | -------------- |
| Corea del Sur (MIAK) | 10             |

## Ventas
| País          | Organismo certificador | Certificación | Ventas | Ref.  |
| ------------- | ---------------------- | ------------- | ------ | ----- |
| Corea del Sur | —                      | —             | 85 351 | [ 9 ] |